# إميلي لويد
إميلي لويد (بالإنجليزية: Emily Ann Lloyd)‏ (و. 1984 – م) هي ممثلة، وممثلة أفلام، من الولايات المتحدة الأمريكية، ولدت في غلينديل، كاليفورنيا.

## وصلات خارجية
- إميلي لويد على موقع IMDb (الإنجليزية)
- إميلي لويد على موقع أول موفي (الإنجليزية)
- إميلي لويد على موقع قاعدة بيانات الأفلام السويدية (السويدية)
- إميلي لويد على موقع قاعدة بيانات الفيلم (الإنجليزية)